# Chelidonichthys kumu
Chelidonichthys kumu е вид лъчеперка от семейство Triglidae. Видът не е застрашен от изчезване.

## Разпространение и местообитание
Разпространен е в Австралия (Западна Австралия, Куинсланд, Нов Южен Уелс и Южна Австралия), Виетнам, Китай, Мозамбик, Нова Зеландия, Провинции в КНР, Северна Корея, Тайван, Хонконг, Южна Африка и Япония.
Обитава пясъчните дъна на сладководни и полусолени басейни, океани, морета, заливи и реки. Среща се на дълбочина от 1 до 200 m, при температура на водата от 8 до 26,5 °C и соленост 34,4 – 36 ‰.

## Описание
На дължина достигат до 60 cm, а теглото им е максимум 1500 g.
Продължителността им на живот е около 15 години.